# Trương Hồ Phương Nga
Trương Hồ Phương Nga (sinh năm 1987) là Hoa hậu người Việt tại Nga năm 2007. Cô tốt nghiệp Đại học tại Nga sau đó trở về nước tham gia các hoạt động giải trí. Cô từng là nghệ sĩ sáng tác, người mẫu, diễn viên và MC hoạt động trong showbiz tại Việt Nam. Cô được nhiều người biết đến với cáo buộc lừa đảo, chiếm đoạt số tiền hơn 16 tỷ đồng của Cao Toàn Mỹ năm 2014.

## Cuộc đời
Trương Hồ Phương Nga sinh năm 1987 tại Hà Nội. Năm 12 tuổi, Cô theo gia đình sang Nga định cư. Thời gian đầu mới sang, khu nhà cô ở, trẻ con không mấy ai nói tiếng Việt. Trương Hồ Phương Nga chỉ thích chơi với các bạn người Việt với mong muốn có thể nói tiếng "mẹ đẻ" một cách nhuần nhuyễn. Thậm chí cô còn làm thơ, mua sách giáo khoa Việt Nam về tự học. Phương Nga thông thạo 3 ngoại ngữ và tốt nghiệp ngành định giá và quản lý tài sản trường Đại học Tổng hợp Quốc gia của Nga.
Năm 2007, Trương Hồ Phương Nga đăng quang ngôi vị Hoa hậu người Việt tại Nga. Cũng năm này, Phương Nga còn lọt vào top 10 cuộc thi Hoa hậu thế giới người Việt khu vực SNG.
Trước khi bị bắt tạm giam, Trương Hồ Phương Nga đã dính vào nhiều vụ tranh chấp như kiện tụng với mẹ ruột mình. Cô còn bị bà chủ hộ Imperia khởi kiện không trả tiền nhà và sau đó bà chủ nhà phải thuê công ty đòi nợ Song Long để giải quyết. Ngoài ra, Phương Nga còn bị MC Quỳnh Chi tố đã lừa cô hàng trăm triệu đồng 

## Hoạt động nghệ thuật
Sau 10 năm sinh sống ở Nga, Trương Hồ Phương Nga về Việt Nam. Phương Nga còn hoạt động trong giới giải trí với vai trò người mẫu, diễn viên, MC... Bộ phim cô từng tham gia: Người lính. Phim Đập cánh giữa không trung cô Phương Nga đã được phân vai nhưng lại bỏ lúc chưa bấm máy.
Cô cũng góp mặt trong một số MV ca nhạc và nhiều sự kiện của làng giải trí với vai trò là MC. Phương Nga còn viết lời cho rất nhiều ca khúc của những ca sĩ nổi tiếng như Phạm Anh Khoa, Hoàng Bách, Vân Quỳnh, Đức Trí…

## Vụ kiện tranh chấp đất đai với mẹ ruột
Nhờ con gái đứng tên giùm hai lô đất nhưng mẹ ruột hoa hậu Phương Nga tá hỏa khi phát hiện lô đất của mình bị con gái đem bán cho người khác.
Năm 2006, bà Hồ Mai Phương (SN 1959, ngụ TP Hà Nội) nhờ một người bạn tên Đỗ Thị Việt Hoa (ngụ quận Tân Phú) mua giùm 2 lô đất ở phường Trung Mỹ Tây (quận 12, TP HCM).
Sau đó, bà Hồ Mai Phương có công việc sang Nga và để con gái là Trương Hồ Phương Nga (SN 1987, tức hoa hậu Phương Nga) đứng tên chủ quyền 2 lô đất.
Trong hồ sơ vụ án khởi kiện con gái ra TAND quận 12 yêu cầu giải quyết tranh chấp, bà Hồ Mai Phương cho biết: "Toàn bộ tiền mua 2 lô đất ở phường Trung Mỹ Tây, quận 12 đều là tiền của tôi do làm ăn, tích lũy được trong thời gian công tác, làm việc ở liên bang Nga. Tôi là người quản lý, sử dụng và giữ toàn bộ giấy tờ có liên quan đến 2 thửa đất này".
"Ngày 16-8-2010, tôi kiểm tra giấy tờ thì phát hiện thấy mất 1 quyển sổ đỏ do Trương Hồ Phương Nga chiếm giữ để bán cho người khác. Tôi chỉ nhờ con gái tôi đứng tên chứ không phải là tài sản tôi cho Trương Hồ Phương Nga, không có văn bản nào tôi cho cháu 2 miếng đất này"- mẹ ruột Trương Hồ Phương Nga trình bày.
Từ những lý do trên, trong đơn bà Hồ Mai Phương đã yêu cầu TAND quận 12 yêu cầu Phương Nga phải trả lại cho bà 2 mảnh đất với tổng diện tích 343 m2; thụ lý giải quyết yêu cầu khiếu kiện điều chỉnh/đăng bộ lại quyền sử dụng đất cho bà đối với 2 mảnh đất. Mặc dù bà đã nộp đầy đủ các giấy tờ quan trọng cũng như bản cam kết người làm chứng nhưng bà vẫn thua kiện con gái mình.

## Vụ kiện và bản hợp đồng tình ái
Trả lời HĐXX, Phương Nga khẳng định không lừa bị hại như cáo trạng, 16,5 tỷ đồng cơ quan điều quy kết chiếm đoạt thực chất là số tiền cô được trả để làm người tình đại gia trong 7 năm. Còn chuyện ký vào biên bản nhận nợ 16,5 tỷ đồng của Cao Toàn Mỹ, Nga khẳng định do bị ông này và 4 người khác ép vào quán karaoke, bắt ký nhận. Nga cũng phủ nhận đã thuê người đe dọa Cao Toàn Mỹ rút đơn, mà khai là cô bị người phụ nữ tên Phương gài bẫy. "Tất cả các giấy tờ mua bán nhà, giấy giao nạp tiền đều được Mai Phương hướng dẫn thực hiện mới đây chứ không đúng với thời điểm ghi trên giấy tờ. Việc bị cáo ký tất cả mọi giấy tờ là do tin tưởng vào chị Phương vì chị này hứa sẽ giải quyết mọi việc êm xuôi vụ bị cáo bị tố lừa đảo. Một số giấy tờ chị Phương bày tôi làm và ký, tôi tưởng chúng được chị Phương chuyển cơ quan điều tra, nhưng sau đó tôi lại phát hiện nó được đưa về cho anh Cao Toàn Mỹ", Phương Nga nói.
Trước khi Nga bị bắt, Cao Toàn Mỹ 2 lần làm đơn tố cáo lên Công an Thành phố Hồ Chí Minh với nội dung khác nhau. Lần đầu vào tháng 4/2014, ông tố cáo Nga vay tiền mở Spa không trả, lần sau vào tháng 7/2014 tố cáo về hành vi lừa đảo "bởi lúc này mới thu thập đủ bằng chứng về việc bị lừa mua bán nhà" và vì các lý do khác ông Mỹ đã nêu rõ trong lời khai với cơ quan điều tra. Đặc biệt, ông Mỹ có nêu lý do trong thời gian này bị cô Phương Nga dùng xã hội đen uy hiếp nhưng đã không được dẫn lời. Ngay sau đó, văn phòng luật sư ông Mỹ đã có Đơn khiếu nại chính thức về vấn đề này. Cao Toàn Mỹ là một doanh nhân có nhiều công ty ở Thành phố Hồ Chí Minh và ở tỉnh; kinh doanh đa ngành nghề. Theo ICT News, Cao Toàn Mỹ là Giám đốc Công ty Cổ phần Tin học Không gian ảo Vina Cyber – doanh nghiệp Internet được thành lập từ tháng 9/2006, trụ sở tại Thành phố Hồ Chí Minh với nhiều sản phẩm, dịch vụ Internet mang tính tiên phong tại thị trường Việt Nam như dịch vụ hẹn ăn trưa, hẹn hò tốc độ, đấu giá qua tin nhắn SMS, lập website tuyển dụng người mẫu. Có báo đăng tải là một doanh nhân với nhiều năm kinh nghiệm trong ngành ICT, nhưng ông Mỹ khai tại tòa là ông chỉ xem nhà trên bản đồ rồi chuyển tiền cho Nga chứ không tìm hiểu chi tiết về căn nhà . Tuy nhiên, trong băng ghi âm tại tòa thể hiện ông Mỹ đã tìm hiểu thông tin mua bán nhà ở UBND phường, có tìm hiểu tính pháp lý những người buôn bán nhỏ xung quanh căn nhà, có tìm hiểu kết cấu căn nhà, có tìm hiểu giá cả khu vực căn nhà trên mạng Internet và có tham khảo trên bản đồ google trước khi chuyển tiền.
Tại tòa, trả lời VKS, Dung cho biết từng nhìn thấy "hợp đồng" giữa Nga và ông Mỹ, nội dung thực chất là "hợp đồng tình dục" nhưng vì đã lâu cô không nhớ rõ nội dung, điều khoản. Dung nói và khẳng định những lần nhận tiền của ông Mỹ chuyển cho Nga, cô đều rút ra đưa cho bạn chứ không xài đồng nào. Trước đó trong giai đoạn tự nguyện và trong giai đoạn bị tạm giam, Nguyễn Đức Thùy Dung đã thừa nhận các hành vi phạm tội nhưng tại tòa cô khai báo ngược với lý do bị áp lực từ phía nhà điều tra. Chốt phiên thẩm vấn, hội đồng xét xử tuyên bố trả hồ sơ vụ án về Viện kiểm sát để điều tra bổ sung.
Sau phiên tòa, nhiều báo điện tử đã đăng tải những email được cho là có nội dung liên quan đến hợp đồng tình ái này. Luật sư Dũ đưa ra chỉ một bằng chứng nhằm chứng minh giữa ông Mỹ và Nga là quan hệ tình cảm chứ không phải là mối quan hệ bình thường, đó là tình tiết hai người đã "xuất cảnh 17 lần cùng ngày bay, giờ bay, cùng sân bay" (từ 28/5/2012 - 21/11/2013). Theo thông tin của ông Dũ, ông Mỹ và cô Nga trùng 8 chuyến đi trong 2 năm (17/2 ~8). Cả chuyến đi lẫn chuyến về.
Theo luật sư Hà Hải - Đoàn luật sư TP HCM, nếu "Hợp đồng tình ái" trị giá 16,5 tỷ đồng giữa Phương Nga và đại gia nếu có thật, Phương Nga đã bị bắt oan về tội lừa đảo nhưng có thể dính vào hành vi mua bán dâm. Căn cứ theo Pháp lệnh Phòng chống mại dâm, Nga có thể bị phạt từ cảnh cáo đến 300.000 đồng, còn ông Mỹ bị phạt từ 500.000 đến 10 triệu đồng.

## Người bạn trai bí ẩn của Trương Hồ Phương Nga
Theo hồ sơ ông Nghĩa trình báo với PC45, khoảng giữa tháng 4/2015, bạn trai của Trương Hồ Phương Nga có dấu hiệu uy hiếp ông Nghĩa khai báo những việc ông Nghĩa không biết, đặc biệt là trình báo sự việc là Trương Hồ Phương Nga và Cao Toàn Mỹ có mối quan hệ tình cảm với nhau với cơ quan điều tra.
Ông Lữ Minh Nghĩa, hành nghề nhiếp ảnh tự do và cùng cư ngụ với Nguyễn Đức Thùy Dung tại chung cư Imperia, Quận 2 trước khi bị cáo này và Phương Nga bị bắt. Trong quá trình "làm án", Nghĩa nhiều lần bị công an triệu tập, thẩm vấn do có liên quan. Tại cơ quan điều tra, Nghĩa thừa nhận đã giúp Nga viết bản di chúc và giấy xác nhận bản di chúc giả, có nội dung xác nhận bà Lương Thị Kim Phi, sau khi chết để lại căn nhà số 7 Nguyễn Trãi (Q.1, TP.HCM) cho ông Nguyễn Văn Yên (ông Yên không hề bà con dòng họ với chủ nhà, song được Nga "hóa thân" thành cháu bà Phi, để rồi viết giấy nhận cọc và giấy hoàn trả tiền cọc giả, với hy vọng được Hoa hậu thực hiện lời hứa cho… 10 triệu đồng). Đồng thời, Nghĩa cũng là người đưa cho Nga 120 triệu (tiền của Dung) để Nga thuê ông Dũng đe dọa ông Mỹ rút đơn.

## Phiên tòa
Ngày 22 tháng 6 năm 2017, Phương Nga đã thực hiện quyền im lặng trước tòa với lý do "mất niềm tin cả với cơ quan điều tra và luật sư của mình", "sợ cơ quan điều tra hủy hết chứng cứ"
Ngày 29 tháng 6 năm 2017, tòa án tiếp tục thẩm vấn. Phương Nga khẳng định quan hệ với Toàn Mỹ là tình cảm. Họ đã nhiều lần đi du lịch nước ngoài và ở khách sạn cùng nhau, nhưng từ chối khai 16,5 tỷ đồng ở đâu. Với các chi tiết mới được đưa ra, HĐXX quyết định cho Phương Nga và Dung tại ngoại; trả hồ sơ điều tra bổ sung.